# آدم إم. روبنسون جونيور
آدم إم. روبنسون جونيور (بالإنجليزية: Adam M. Robinson, Jr.)‏ هو ضابط أمريكي، ولد في 9 نوفمبر 1950 في لويفيل في الولايات المتحدة.